# Antônio Joaquim Pires de Carvalho e Albuquerque (jurista)
Antônio Joaquim Pires de Carvalho e Albuquerque (Santo Amaro, 8 de setembro de 1865 – 4 de setembro de 1954) foi um magistrado brasileiro, exercendo atividades notórias no governo.
Era filho de Garcia Dias Pires de Carvalho e Albuquerque e de Maria C. de Argollo Pires e bacharelou-se em 1886 pela Faculdade de Direito do Recife, em Ciências Jurídicas e Sociais.
Depois de graduado, foi nomeado Promotor Público das comarcas de São Salvador, interinamente, em 1887; Maracás, em 12 de julho de 1889; Alagoinhas, em 26 de maio de 1890, e São Francisco, em julho do mesmo ano.
Proclamada a República, foi eleito Deputado à Constituinte Baiana, em 5 de fevereiro de 1891, e ao Congresso da Bahia na legislatura seguinte (1893).
Em decreto de 19 de março de 1897, foi nomeado Juiz Federal no Estado do Rio de Janeiro, cujas funções assumiu no dia 8 do mês seguinte.
Ele foi nomeado em 3 de março de 1904 juiz federal da 2ª Vara Federal na secção do Distrito Federal, vara criada pelo Decreto de nº 1.152, de 7 de janeiro de 1904.
Foi nomeado Ministro do Supremo Tribunal Federal, em 1917, na vaga de Manuel José Murtinho.
Em decreto de 6 de agosto de 1919, foi nomeado Procurador-Geral da República, cargo em que permaneceu até ser aposentado.
Tendo falecido o Barão do Rio Branco e o Marquês de Paranaguá, árbitros escolhidos pelos Estados de Minas Gerais e Espírito Santo para resolverem a antiga questão de limites, foi o Dr. Pires e Albuquerque proposto pelo primeiro daqueles Estados e aceito pelo segundo para membro do Tribunal Arbitral, que se instalou em 4 de dezembro de 1913 e funcionou até 3 de dezembro de 1914, data em que foi proferida a decisão do velho litígio.
Em 1920, foi eleito pelos Estados de Goiás e Mato Grosso para presidir o tribunal que, nos termos da Conferência Interestadual de Limites, tinha a incumbência de solucionar o litígio de fronteiras entre os dois Estados e que terminou com a decisão publicada em 14 de dezembro do mesmo ano.
O Ministro Pires e Albuquerque foi aposentado pelo Decreto nº 19.711, de 18 de fevereiro de 1931, ato discricionário do Chefe do Governo Provisório, Getúlio Vargas.
Publicou, em 1934, o livro Culpa e Castigo de um Magistrado, relatando as circunstâncias que haviam inspirado a sua aposentadoria, em virtude da atuação no cargo de Procurador-Geral.
Faleceu no dia 4 de setembro de 1954, sendo proposto pelo Presidente José Linhares e aprovado pelo STF, em sessão de 8 do mesmo mês, voto de profundo pesar, ficando consignado, “que na sua vida pública, como parlamentar, advogado e magistrado, teve em destaque as suas raras qualidades  de caráter, inteligência e cultura, culminantes quando membro componente deste Tribunal e como Procurador-Geral da República, cujos pareceres e votos constituíam sábias lições de direito.” Compartilhando do pesar manifestado pelo Tribunal, falaram o Procurador-Geral da República, Dr. Plínio Travassos, pelo Ministério Público Federal, e o Dr. Carlos Costa pelos Procuradores da República.
Sua filha, Maria Antonieta Pires de Carvalho e Albuquerque se casou com o também ministro do Supremo Tribunal Federal, Luís Gallotti.